# Kozaricoccus bituberculatus
Kozaricoccus bituberculatus är en insektsart som först beskrevs av Charles Kimberlin Brain 1920.  Kozaricoccus bituberculatus ingår i släktet Kozaricoccus och familjen skålsköldlöss. Inga underarter finns listade i Catalogue of Life.